# Auchinderran
Auchinderran (gaélique écossais : Achadh an Doirein) est un village de Moray en Écosse.